# Jean-Pierre du Teil
Pour les articles homonymes, voir Teil.
Jean Pierre du Teil de Beaumont, également orthographié Jean Pierre Duteil de Beaumont seigneur de Pommier, Chars, les Rousselières, Vaux et autres lieux, né le 15 juillet 1722 au château de Pommier à Pommier-de-Beaurepaire (Isère), mort le 22 février 1794 à Lyon (Rhône), est un général de division de la Révolution française.
Il a été l’un des protecteurs les plus influents de Napoléon Bonaparte à l’École royale d’artillerie à Auxonne qui ne l'oublie pas lorsqu'il rédige son testament. Napoléon Bonaparte légue par testament au fils ou petit-fils de Du Teil une somme de 100 000 francs « comme souvenir de reconnaissance pour les soins que ce brave général avait pris de lui ».

## États de service
Fils du capitaine d'artillerie François du Teil (1704-1758), chevalier de l’ordre de Saint-Louis, tué à la bataille de Krefeld, et de Marguerite de Chambaran (†1758), il entre en service en mars 1731, comme volontaire dans le corps de l’artillerie. Il passe cadet le 18 décembre 1733, sous-lieutenant de canonniers le 24 août 1735, lieutenant en second le 9 novembre 1743, et lieutenant en premier le 29 mars 1746. Il est fait chevalier de Saint-Louis le 8 mai 1753. Le 1er janvier 1757, il reçoit son brevet de capitaine, et il est employé à Schlestadt le 1er janvier 1759. Le 21 mai 1760, il obtient une pension de retraite pour raisons de santé.
Le 31 juillet 1760, il rejoint volontairement l’armée, pour prendre part à la Bataille de Warburg, et le 20 juin 1761, il est réadmis au service actif. Le 25 novembre 1761, il devient capitaine de bombardiers, et après avoir été détaché à La Rochelle le 13 août 1765, il est nommé chef de bataillon le 25 août 1765, au régiment de Toul. Le 29 février 1768, il prend rang de lieutenant-colonel, et le 11 avril 1770, il est sous-directeur de l’artillerie à Collioure. Le 27 novembre 1773, il prend le commandement du régiment de Toul[réf. nécessaire], et le 1er janvier 1777, il est nommé colonel au régiment de La Fère artillerie. Le 3 juin 1779, il commande l’école d’artillerie d’Auxonne, et le 1er mars 1780, il devient brigadier d’infanterie.
Il est promu maréchal de camp le 1er janvier 1784, et le 1er avril 1791, il prend les fonctions d’inspecteur général d’artillerie. Il est élevé au grade de lieutenant-général le 30 novembre 1791, et en avril 1792, il est nommé commandant de l’artillerie à l’armée du Rhin, mais il ne rejoint pas son poste pour cause de maladie. 
En septembre 1793, il occupe le poste d’inspecteur général d’artillerie à l’armée des Alpes, lorsqu’il est arrêté en février 1794, comme suspect par trois membres du comité révolutionnaire de Grenoble. Envoyé à Lyon auprès des représentants du peuple Collot d’Herbois et Fouché, il est condamné à mort par la commission militaire comme royaliste, et guillotiné le 22 février 1794.

## Famille
Jean-Pierre du Teil est le frère aîné du chevalier du Teil de Beaumont (1738-1820), auteur du l'« Usage de l'artillerie nouvelle » en 1788, et le père de Marie-Césaire du Teil (1773-1842).

## Sources
- (en) « Generals Who Served in the French Army during the Period 1789 - 1814: Eberle to Exelmans »
- Arthur Chuquet, Souvenir de Napoléon, Brienne, Paris, Armand Colin et Cie éditeur, 1898, p. 478.
- Joseph du Teil, Napoléon Bonaparte et les généraux du Teil, 1788-1794 - l'École d'artillerie d'Auxonne et le siège de Toulon, Alphonse Picard et fils, 1897, p. 97-232-264.
- Léon Hennet, Etat militaire de France pour l’année 1793, Siège de la société, Paris, 1903, p. 8-30-114.
- Georges Six, Dictionnaire biographique des généraux & amiraux français de la Révolution et de l'Empire (1792-1814), Paris : Librairie G. Saffroy, 1934, 2 vol., p. 415